# Charles Pacôme
Charles Bénoni Louis Pacôme (* 5. November 1903 in Bergues; † 1. Oktober 1978 in Wasquehal) war ein französischer Ringer. Er wurde 1932 in Los Angeles Olympiasieger im freien Stil im Leichtgewicht.

## Werdegang
Charles Benoni Louis Pacôme war der Sohn von Bénoni Pacôme, der ein erfolgreicher Ringer war. Charles Pacôme wuchs in der Nähe von Roubaix auf und betätigte sich als Jugendlicher beim Ringen, Boxen und Gewichtheben. Schon bald konzentrierte er sich aber ganz auf das Ringen und trat dem Sportclub C.L.S.R.R Roubaix bei. Er rang hauptsächlich im freien Stil, in dem er auch seine größten Erfolge erzielte. Er war ein sehr kräftiger Sportler, der bei einer Größe von 1,63 Metern ca. 70 kg wog.
Neben dem Sport war er eine sehr vielseitig interessierte Persönlichkeit. Er absolvierte ein Jurastudium und arbeitete danach als Rechtsanwalt. Außerdem studierte er am Konservatorium in Lille Violine und gewann auf diesem Instrument auch einige Preise.
Sein erster bemerkenswerter Erfolg als Ringer war 1922 der Titelgewinn der Region Nord im freien Stil im Leichtgewicht. Zwischen 1924 und 1932 gewann er auch mehrere französische Meistertitel.
Auf der internationalen Ringermatte trat Charles Pacôme nur dreimal, das aber sehr erfolgreich, in Erscheinung. 1928 gewann er bei den Olympischen Spielen in Amsterdam im freien Stil im Leichtgewicht nach drei Siegen und einer Niederlage gegen Osvald Käpp aus Estland die Silbermedaille. 1931 belegte er bei der Europameisterschaft in Budapest im freien Stil im Weltergewicht den 3. Platz und 1932 wurde er in Los Angeles im freien Stil im Leichtgewicht Olympiasieger. Auf dem Weg zu diesem Erfolg besiegte er Osvald Käpp, Eitaro Suzuki aus Japan, Gustaf Klarén aus Schweden und Károly Kárpáti aus Ungarn.

## Internationale Erfolge
| Jahr | Platz  | Wettbewerb        | Gewichtsklasse | Ergebnisse |
| 1928 | Silber | OS in Amsterdam   | Leicht         | nach einer Niederlage gegen Osvald Käpp, Estland und Siegen über Tesdorf Jörgensen, Dänemark, Eino Augusti Leino, Finnland und Birger Nilsen, Norwegen |
| 1931 | 3.     | EM in Budapest    | Welter         | nach Siegen über Hyacinthe Rosen, Belgien und Giusto Fidel, Italien und einer Niederlage gegen Jean Földeák, Deutschland                               |
| 1932 | Gold   | OS in Los Angeles | Leicht         | nach Siegen über Osvald Käpp, Eitaro Suzuki, Japan, Károly Kárpáti, Ungarn und Gustaf Klarén, Schweden                                                 |

Erläuterungen
- alle Wettkämpfe im freien Stil
- OS = Olympische Spiele, EM = Europameisterschaft
- Leichtgewicht damals bis 66 kg, Weltergewicht bis 72 kg Körpergewicht